# Arcidiecéze Kinshasa
Arcidiecéze Kinshasa (latinsky Archidioecesis Kinshasana) je římskokatolická metropolitní arcidiecéze na území Demokratické republiky Kongo se sídlem v jejím hlavním městě Kinshase a katedrálou Panny Marie Konžské. Byla založena v roce 1886 jako missio sui iuris v belgickém Kongu, roku 1888 byla povýšena na apoštolský vikariát, a v roce 1959 ji papež Jan XXIII. zřídil jako metropolitní arcidiecézi . Od roku 1966, kdy hlavní město změnilo jméno z Léopoldville na Kinshasa, nese současné jméno.